# Havīj
Havīj (persiska: هویج) är en ort i Iran.   Den ligger i provinsen Kerman, i den sydöstra delen av landet, 900 km sydost om huvudstaden Teheran. Havīj ligger 2 798 meter över havet och antalet invånare är 141.
Terrängen runt Havīj är varierad.Runt Havīj är det glesbefolkat, med 12 invånare per kvadratkilometer. Närmaste större samhälle är Harārān, 1,8 km öster om Havīj. Omgivningarna runt Havīj är i huvudsak ett öppet busklandskap.